# Тюдоры (телесериал)
«Тюдо́ры» (англ. The Tudors) — британско-ирландско-канадский исторический телесериал Майкла Хёрста, действие которого разворачивается в Англии в шестнадцатом веке. Хотя сериал назван по всей династии Тюдоров, он в основном сосредоточен на периоде правления короля Генриха VIII.
Телесериал «Тюдоры» был назван как одно из самых дорогостоящих шоу телеканала Showtime. Телесериал получил положительные отзывы; на Metacritic рейтинг первого сезона составляет 64 %, второго — 68 %, третьего — 75 % и четвёртого — 63 %.

## Производство
Телесериал снят компанией Peace Arch Entertainment для телеканала Showtime совместно с Reveille Eire (Ирландия), Working Title Films (Великобритания) и Canadian Broadcasting Corporation. Съёмки проходили в Ирландии. Показ первых двух эпизодов телесериала состоялся на DirecTV, Time Warner, Netflix, Verizon FiOS On Demand,Internet Movie Database и официальном сайте шоу до официальной премьеры на телеканале Showtime. Премьерный показ «Тюдоров», состоявшийся 1 апреля 2007 года, получил самый высокий рейтинг среди всех сериалов Showtime, выпущенных за три года. В апреле 2007 года сериал был продлён на второй сезон, и в том же месяце BBC объявил, что приобрёл эксклюзивные права на показ шоу в Великобритании; показ начался 5 октября 2007 года. CBC запустил шоу в эфир 2 октября 2007 года.
Премьера второго сезона состоялась на Showtime 30 марта 2008 года, а на BBC Two — 1 августа 2008 года. Производство третьего сезона началось 16 июня 2008 года в Брее, графство Уиклоу, Ирландия, а его премьера состоялась на Showtime 5 апреля 2009 года, а на CBC в Канаде — 30 сентября 2009 года. Через день после премьеры эпизоды стали доступны для скачивания на MoboVivo в Канаде.
13 апреля 2009 года телеканал Showtime объявил, что продлил шоу на четвёртый и заключительный сезон. Канал заказал десять эпизодов, первый показ которых состоялся 11 апреля 2010 года. Финал сериала вышел в эфир 20 июня того же года. В Канаде заключительный сезон транслировался на CBC с 22 сентября по 23 ноября 2010 года.
Правами на международный показ обладал Sony Pictures Television International.

## Сюжет

### Сезон 1
1518—1530 гг. Молодой и тщеславный король Генрих VIII жаждет занять лидирующее место среди других монархов Европы. Помимо участия в государственных делах и светских развлечениях, ему также приходится противостоять распространению лютеранского вероисповедания в своём королевстве. Но основной заботой Генриха является вопрос о престолонаследии. Из всех детей, родившихся за годы брака с Екатериной Арагонской, выжила лишь девочка — принцесса Мария. Его незаконнорожденный сын от фаворитки Бесси Блаунт, Генри Фицрой, которого Генрих планировал объявить своим преемником, скончался в раннем детстве. В стремлении обзавестись сыном-наследником Генрих принимает решение развестись с Екатериной и жениться на амбициозной красавице Анне Болейн.

### Сезон 2
1532—1536 гг. В результате разрыва с Римом Генрих становится верховным главой церкви Англии и, аннулировав свой брак с Екатериной Арагонской, берёт в жёны Анну Болейн. Его новый брак, однако, не приносит желаемых результатов, так как королева родила дочь — принцессу Елизавету. Отправив Анну на эшафот по ложному обвинению в супружеской измене, король намеревается вступить в брак в третий раз — с леди Джейн Сеймур.

### Сезон 3
1536—1540 гг. В королевстве нарастает недовольство церковными реформами, что оборачивается крупным восстанием в северных графствах, известным как «Благодатное паломничество». Жестоко расправившись с мятежниками, Генрих празднует рождение наследника, принца Эдуарда, но его радость омрачена смертью Джейн Сеймур.
Опасаясь вторжения испанцев и французов, Генрих ищет поддержки у других европейских государств и, по настоянию своего министра Томаса Кромвеля, женится на принцессе-протестантке Анне Клевской. Новая жена не пришлась королю по нраву, и вскоре следует развод, повлёкший за собой и казнь Кромвеля.

### Сезон 4
1540—1547 гг. В заключительном сезоне акцент сделан на развитии отношений короля с его последними жёнами — Кэтрин Говард и Катариной Парр, а также показана война Англии с Францией, в частности подробно проиллюстрирована осада Булони. В целом описан заключительный период жизни Генриха VIII Тюдора.

## В ролях
| Персонаж                                     | Актёр               | Эпизоды           | Сезоны            | Сезоны            | Сезоны            | Сезоны            |
| Персонаж                                     | Актёр               | Эпизоды           | 1                 | 2                 | 3                 | 4                 |
| Король и его жёны                            | Король и его жёны   | Король и его жёны | Король и его жёны | Король и его жёны | Король и его жёны | Король и его жёны |
| -------------------------------------------- | ------------------- | ----------------- | ----------------- | ----------------- | ----------------- | ----------------- |
| Генрих VIII                                  | Джонатан Рис-Майерc | 38                | Постоянно         | Постоянно         | Постоянно         | Постоянно         |
| Екатерина Арагонская                         | Мария Дойл-Кеннеди  | 18                | Постоянно         | Постоянно         |                   | Гость             |
| Анна Болейн                                  | Натали Дормер       | 21                | Постоянно         | Постоянно         |                   | Гость             |
| Джейн Сеймур                                 | Анита Брием         | 5                 |                   | Постоянно         |                   |                   |
| Джейн Сеймур                                 | Аннабелль Уоллис    | 5                 |                   |                   | Постоянно         | Гость             |
| Анна Клевская                                | Джосс Стоун         | 5                 |                   |                   | Постоянно         | Постоянно         |
| Кэтрин Говард                                | Тамзин Мерчант      | 6                 |                   |                   | Постоянно         | Постоянно         |
| Катерина Парр                                | Джоэли Ричардсон    | 5                 |                   |                   |                   | Постоянно         |
| Дети короля                                  |                     |                   |                   |                   |                   |                   |
| Принцесса Мария Тюдор                        | Бланат Маккеон      | 5                 | Периодически      |                   |                   |                   |
| Принцесса Мария Тюдор                        | Сара Болджер        | 23                |                   | Периодически      | Периодически      | Постоянно         |
| Принцесса Елизавета                          | Кейт Дагган         | 2                 |                   | Периодически      |                   |                   |
| Принцесса Елизавета                          | Клэр Макколи        | 3                 |                   |                   | Периодически      |                   |
| Принцесса Елизавета                          | Лаоиз Мюррей        | 8                 |                   |                   |                   | Постоянно         |
| Принц Эдуард                                 | Эйн Мурта           | 6                 |                   |                   |                   | Периодически      |
| Королевский двор                             |                     |                   |                   |                   |                   |                   |
| Чарльз Брэндон, 1-й герцог Саффолк           | Генри Кавилл        | 38                | Постоянно         | Постоянно         | Постоянно         | Постоянно         |
| Томас Кромвель                               | Джеймс Фрейн        | 24                | Постоянно         | Постоянно         | Постоянно         |                   |
| Сэр Томас Мор                                | Джереми Нортэм      | 15                | Постоянно         | Постоянно         |                   |                   |
| Томас Ризли, 1-й граф Саутгемптон            | Фрэнк Маккаскер     | 13                |                   |                   | Периодически      | Периодически      |
| Томас Говард, 3-й герцог Норфолк             | Генри Черни         | 10                | Постоянно         |                   |                   |                   |
| Элизабет Блаунт                              | Рута Гедминтас      | 3                 | Периодически      |                   |                   |                   |
| Сэр Энтони Найверт                           | Каллум Блу          | 10                | Постоянно         |                   |                   |                   |
| Сэр Уильям Комптон                           | Кристен Холден-Рид  | 7                 | Периодически      |                   |                   |                   |
| Томас Таллис                                 | Джо ван Мойланд     | 9                 | Периодически      |                   |                   |                   |
| Эдвард Стаффорд, 3-й герцог Бекингем         | Стивен Вэддингтон   | 2                 | Периодически      |                   |                   |                   |
| Томас Уайетт                                 | Джейми Томас Кинг   | 14                | Постоянно         | Постоянно         |                   |                   |
| Томас Болейн, 1-й граф Уилтшир               | Ник Даннинг         | 20                | Постоянно         | Постоянно         |                   |                   |
| Мария Болейн                                 | Пердита Уикс        | 6                 | Периодически      | Периодически      |                   |                   |
| Джордж Болейн, 2-й виконт Рочфорд            | Патрик Делейни      | 16                | Периодически      | Периодически      |                   |                   |
| Джейн Болейн, виконтесса Рочфорд             | Джоанна Кинг        | 14                |                   | Периодически      | Периодически      | Периодически      |
| Леди Мадж Шелдон                             | Лора Джейн Лафлин   | 6                 |                   | Периодически      |                   |                   |
| Марк Смитон                                  | Дэвид Алпей         | 9                 |                   | Периодически      |                   |                   |
| Уильям Бреретон                              | Джеймс Гилберт      | 6                 |                   | Постоянно         |                   |                   |
| Генри Норрис                                 | Стивен Хоган        | 6                 |                   | Постоянно         |                   |                   |
| Эдуард Сеймур, 1-й герцог Сомерсет           | Макс Браун          | 21                |                   | Постоянно         | Постоянно         | Постоянно         |
| Анна Сеймур, графиня Хартфорд                | Эмма Гамильтон      | 15                |                   |                   | Периодически      | Периодически      |
| Томас Сеймур                                 | Эндрю Макнейр       | 13                |                   |                   | Периодически      | Периодически      |
| Сэр Ричард Рич                               | Род Халлетт         | 19                |                   | Периодически      | Периодически      | Периодически      |
| Сэр Фрэнсис Брайан                           | Алан Ван Спранг     | 8                 |                   |                   | Постоянно         |                   |
| Джордж Толбот, 4-й граф Шрусбери             | Гэвин О’Коннор      | 4                 |                   |                   | Периодически      |                   |
| Генри Говард, граф Суррей                    | Дэвид О’Хара        | 9                 |                   |                   |                   | Постоянно         |
| Джоан Балмер                                 | Кэтрин Стидман      | 5                 |                   |                   |                   | Периодически      |
| Сэр Томас Калпепер                           | Торранс Кумбс       | 8                 |                   |                   |                   | Постоянно         |
| Ганс Гольбейн Младший                        | Питер Гэйнор        | 5                 | Гость             |                   | Периодически      | Гость             |
| Эсташ Шапюи, посол Священной Римской империи | Энтони Брофи        | 25                | Периодически      | Периодически      | Периодически      | Периодически      |
| Шарль де Марильяк, посол Франции             | Лотер Блюто         | 5                 |                   |                   |                   | Постоянно         |
| Духовенство                                  |                     |                   |                   |                   |                   |                   |
| Кардинал Томас Уолси, архиепископ Йоркский   | Сэм Нилл            | 10                | Постоянно         |                   |                   |                   |
| Кардинал Кампеджо                            | Джон Кавана         | 11                | Периодически      | Периодически      |                   |                   |
| Джон Фишер, епископ Рочестерский             | Боско Хоган         | 9                 | Периодически      | Периодически      |                   |                   |
| Томас Кранмер, архиепископ Кентерберийский   | Ханс Мэтисон        | 10                |                   | Постоянно         |                   |                   |
| Папа Павел III                               | Питер О’Тул         | 7                 |                   | Постоянно         |                   |                   |
| Кардинал Отто Трахсесс фон Вальдбург         | Макс фон Сюдов      | 4                 |                   |                   | Постоянно         |                   |
| Кардинал Реджинальд Поул                     | Марк Хилдрет        | 5                 |                   |                   | Периодически      |                   |
| Епископ Стефан Гардинер                      | Саймон Уорд         | 17                |                   |                   | Периодически      | Периодически      |
| Папа Климент VII                             | Иэн Макэлхинни      | 1                 | Гость             |                   |                   |                   |
| Прочие                                       |                     |                   |                   |                   |                   |                   |
| Принцесса Маргарита Тюдор                    | Габриэль Анвар      | 6                 | Периодически      |                   |                   |                   |
| Франциск I, король Франции                   | Эммануэль Леконте   | 5                 | Периодически      | Периодически      |                   |                   |
| Карл V, император Священной Римской империи  | Себастьян Арместо   | 1                 | Гость             |                   |                   |                   |
| Кэтрин Брэндон, герцогиня Саффолк            | Ребекка Уэйнрайт    | 14                | Гость             | Периодически      | Гость             |                   |
| Маргарет Поул, графиня Солсбери              | Кейт О’Тул          | 3                 | Гость             |                   | Периодически      |                   |
| Маргарет, леди Брайан                        | Джейн Бреннан       | 15                |                   | Периодически      | Периодически      | Периодически      |
| Филипп, герцог Баварский                     | Колин О’Донохью     | 1                 |                   |                   | Гость             |                   |
| Вильгельм, герцог Юлих-Клеве-Бергский        | Пол Ронан           | 2                 |                   |                   | Периодически      |                   |
| Роберт Аск                                   | Джерард Максорли    | 3                 |                   |                   | Постоянно         |                   |
| Томас Дарси, 1-й барон Дарси                 | Колм Уилкинсон      | 3                 |                   |                   | Периодически      | Гость             |

1. ↑  В одном эпизоде четвёртого сезона роль Эдуарда сыграл Джейк Хэтэуэй.

## Расхождения с историческими фактами
В сериале содержится большое количество исторических вольностей и допусков, касающиеся имён, внешности, отношений друг с другом некоторых персонажей. Кроме того, из-за основной художественной особенности фильма — герой Джонатана Рис-Майерса на протяжении сериала практически не старится внешне — создаётся впечатление, что между событиями в сериале лежат совсем небольшие промежутки времени, что не соответствует действительности: показанные в сериале исторические события происходили в течение нескольких десятилетий.
- Персонаж сестры Генриха, принцессы Маргарет, комбинация образов двух его сестёр. События из жизни его младшей сестры Марии Тюдор были соединены с именем его старшей сестры Маргарет Тюдор. Согласно историческим фактам, принцесса Мария сперва вышла замуж за французского короля Людовика XII. Брак длился около трёх месяцев, до смерти короля. Затем Мария стала женой герцога Саффолка. В сериале же принцесса Маргарет выходит замуж за португальского короля. Брак длится всего пару дней, так как Маргарет убивает своего старого мужа, задушив подушкой. А по пути обратно в Англию она тайно обвенчалась с Чарльзом Брэндоном, герцогом Саффолком, который сопровождал её в Португалию. Во время событий в сериале (война с Францией, противостояние церковной реформе Лютера, начало отношений с Анной Болейн) герцог Саффолк и принцесса Мария были уже давно женаты, на момент свадьбы Болейн — 18 лет, а старшая сестра Генриха Маргарет Тюдор успела стать вдовой шотландского короля Якова IV и выйти замуж за Арчибальда Дугласа. В сериале Мария-Маргарита умерла бездетной от туберкулёза, на самом деле — по неизвестным причинам, оставив Чарльзу 3 детей, младшему из которых, Генри, было 10 лет. Впрочем, во втором сезоне Чарльз говорит, что сын остался без матери.
- При просмотре сериала может показаться, что Генрих VIII и Анна Болейн были ровесниками, а Екатерина Арагонская — значительно старше. На самом деле Екатерина была старше Генриха на 6 лет, а Генрих был старше Анны на 16. Чарльз Брэндон же был ровесником королевы Екатерины Арагонской, то есть старше Генриха, а не младше.
- Чарльз Брэндон действительно вскоре после смерти Марии (в сериале — Маргариты) женился на девушке по имени Екатерина. Он был её опекуном и предполагал выдать её замуж за своего десятилетнего сына (единственного мальчика из пятерых детей от двух браков); и девушке было 13 лет, а не 17. Чарльз также был опекуном Элизабет Грей, виконтессы Лайл, до свадьбы с Марией Тюдор, но после свадьбы опекунство было аннулировано.
- На самом деле супруга Томаса Болейна, Элизабет Говард, пережила свою дочь, Анну, и умерла на 2 года позднее казни дочери.
- В одной из серий первого сезона Генрих играет с другом в покер. Порицание праздности игр началось как раз в ранние годы правления Генриха, а запрет игорных домов был подписан королём в 1541 году, когда он был женат на своей пятой (предпоследней) жене.
- В сериале Анна Болейн служит королеве Екатерине при английском дворе, на самом деле она была при Марии, младшей сестре Генриха, когда та была королевой Франции.
- Персонаж дяди Генриха, убитого в первой серии посла в Урбино, вымышлен.
- Анна дарит Генриху медальон со своим портретом. Тут сразу несколько неточностей:
  - во времена правления Генриха и его дочерей (XVI—XVII век) открывающихся подвесок ещё не было, а открывающиеся перстни уже были запрещены, поскольку чаще всего использовались для хранения ядов;
  - открывающиеся медальоны появились и обрели популярность в XVIII веке, но использовались для хранения прядей волос возлюбленных или хранения ароматических веществ;
  - помещать портреты в локеты начали только в XIX веке, когда качество красителя позволило совершать столь тонкие портретные работы, но были они крайне редки и дороги, дешевле было сделать фотографию, которая появилась в 1836 году.
- В сериале архиепископ сообщает Томасу Уолси о скорой кончине папы Александра. На самом деле в 1523 году скончался папа римский Адриан VI, преемником которого стал папа римский Климент VII.
- Царственным и придворным дамам не допускалось в светских ситуациях распускать локоны, распущенные волосы свидетельствовали о распущенности. Даже при отце, дяде или дочери это было недопустимо.
- В сериале кардинал Уолси покончил жизнь самоубийством, в действительности же он тяжело заболел по дороге в Лондон и умер вследствие болезни.
- В серии 6 сезона 1 Уолси целует руку королеве Франции, что немыслимо — королева должна была целовать руку духовному лицу. Также король Франциск ведёт себя очень фамильярно с представителем церкви.
- В сериале Генриха VIII часто называют королём Ирландии, но на самом деле титул короля Ирландии появился только в 1541 году. Так что во время событий, происходящих в сериале, Генрих VIII должен был называться лишь лордом Ирландии.
- В серии 1 сезона 2 заявлен 1532 год и показывают папу Павла III, который по историческим данным взошёл на папский престол в 1534 году.
- В той же серии у теософа Кранмера на груди перевёрнутый русско-византийский православный крест, когда он на аудиенции у Генриха.
- В серии 3 сезона 2 папа римский сообщает о создании ордена Иезуитов. Это невозможно, так как действие происходит прямо перед свадьбой Генриха VIII с Анной Болейн, то есть примерно в 1533 году, а в реальности папа утвердил орден лишь в 1540 году.
- В сезоне 4 на заседании парламента 22 декабря 1545 года в рядах собравшихся мы видим Чарльза Брэндона. В действительности он умер 22 августа 1545 года.
- В сериале показан только один внебрачный ребёнок Генриха VIII — Генри Фицрой, который умирает в раннем детстве от потницы. В действительности Генри Фицрой умер в 17 лет от скоротечной чахотки, успев перед этим обвенчаться с леди Мэри Говард, дочерью Томаса Говарда, 3-го герцога Норфолка.
- В сериале Анна Болейн была любовницей Томаса Уайетта. В действительности известен только один роман Анны Болейн — с лордом Генри Перси, сыном герцога Нортумберленда, помолвка с которым была расстроена не без содействия короля Генриха VIII.
- В сериале герцог Норфолк сказал Чарлзу, что его отца казнил отец Генриха VIII. В действительности отец герцога Томас Говард, 2-й герцог Норфолк умер своей смертью в 1524 году. Именно он (а не Томас Говард, 3-й герцог Норфолк) судил герцога Бекингема на суде пэров в 1521 году и вынес смертный приговор.
- В сериале Ричард Рич провокацией добился признания от Томаса Мора, что король не может по Божественному закону быть главой Церкви. Ричард Рич выступил главным свидетелем обвинения на суде, где Томас Мор был приговорён к так называемой квалифицированной казни (повешению, сожжению внутренностей, четвертованию и обезглавливанию), заменённой по решению Генриха VIII обычным отсечением головы. В действительности всё это случилось с Джоном Фишером.
- Персонаж четвёртого сезона сериала Генри Говард, граф Суррей в сериале приходится дядей пятой жене короля Кэтрин Говард. В действительности он был её двоюродным братом.
- В сериале начиная с сезона 3 короля с его женой Джейн женит епископ Винчестерский Гардинер. Это исторически неверно. Короля всегда женил Томас Кранмер, архиепископ Кентерберийский. Также в сериале Кранмер появляется лишь во втором сезоне, а в третьем и четвертом лишь упоминается. Ведь именно Кранмер должен был разоблачить измену Кэтрин Говард, женить короля на всех его жёнах от Джейн Сеймур до Екатерины Парр, участвовать в других событиях.
- В сериале Кэтрин Говард находит сэр Фрэнсис Брайан, чтобы Чарльз Брэндон представил её королю. На самом деле Кэтрин нашел и представил королю её дядя герцог Норфолк. Томас Говард, 3-й герцог Норфолк присутствует в первом сезоне. В остальных лишь упоминается, никак не объясняется почему Норфолка нет на совете. Хотя исторически он играет очень большую роль во всех событиях сериала. В сезонах 2 и 3 его действия и поступки поделены между Томасом Болейном и Чарльзом Брэндоном.
- Фраза сэра Фрэнсиса Брайана к леди Мэри «Если бы вы были моей дочерью, я бы вас ударил» на самом деле принадлежит Норфолку.
- Чарльз Брэндон подавляет восстание Роберта Аска вместо Норфолка. И вместо него возглавляет заговор против Томаса Кромвеля.
- Леди Солсбери казнили после брака короля с Кэтрин Говард, а в сериале казнили, когда король был в браке ещё с Анной Клевской.
- Дворецкого Брэндона в действительности убили люди Норфолка, а в сериале люди Томаса Болейна.

## Награды и номинации
Джонатан Рис-Майерс был дважды номинирован на премии «Золотой Глобус» за лучшее исполнение главной роли в драматическом телесериале в 2008 году и 2009 году.
Джонатан Рис-Майерс также удостоился награды Irish Film and Television Awards в аналогичной номинации в 2008 году. Тогда же вместе с ним одержали победу Ник Даннинг и Мария Дойл-Кеннеди как лучшие актёры второго плана. В 2009 году Мария Дойл-Кеннеди повторила своё достижение на церемонии вручения премии IFTA, вновь став лучшей актрисой второго плана. Лучшим второстепенным актёром был признан Питер О’Тул, а Джонатан Рис-Майерс на сей раз получил лишь номинацию в категории «Лучший актёр драматического телесериала». В 2010 году триумфатором IFTA стала Сара Болджер — она завоевала награду в категории «Лучшая актриса второго плана».
За три года своего существования сериал неоднократно получал номинации на премию «Эмми» и был назван лучшим в таких категориях, как «Лучший дизайн костюмов», «Лучшая оригинальная музыка к титрам» и «Лучшая операторская работа». Всего же в активе телесериала «Тюдоры» 37 наград и 56 номинаций.